# Transylvania Open 2024
Il Transylvania Open 2024 è stato un torneo di tennis giocato sul cemento indoor. È stata la 4ª edizione dell'evento, che fa parte della categoria WTA 250 nell'ambito del WTA Tour 2024. Si è giocato alla BT Arena di Cluj-Napoca in Romania, dal 5 all'11 febbraio 2024.

## Partecipanti al singolare

### Teste di serie
| Nazionalità | Giocatrice             | Ranking* | Testa di serie |
| ----------- | ---------------------- | -------- | -------------- |
| Paesi Bassi | Arantxa Rus            | 43       | 1              |
| Germania    | Tatjana Maria          | 44       | 2              |
|             | Anna Blinkova          | 50       | 3              |
| Francia     | Clara Burel            | 52       | 4              |
| Italia      | Elisabetta Cocciaretto | 60       | 5              |
|             | Elina Avanesjan        | 62       | 6              |
| Bulgaria    | Viktorija Tomova       | 65       | 7              |
| Romania     | Ana Bogdan             | 66       | 8              |
| Argentina   | Nadia Podoroska        | 67       | 9              |

* Ranking al 29 gennaio 2024.

### Altre partecipanti
Le seguenti giocatrici hanno ricevuto una wild card per il tabellone principale:
- Miriam Bulgaru
- Andreea Mitu
- Anca Todoni

Le seguenti giocatrici sono entrate nel tabellone principale con il ranking protetto:
- Caty McNally
- Anastasija Sevastova

Le seguenti giocatrici sono passate dalle qualificazioni:

- Ėrika Andreeva
- Emiliana Arango
- Alizé Cornet
- Harriet Dart
- Sinja Kraus
- Simona Waltert

Le seguenti giocatrici sono entrate in tabellone come lucky loser:
- Marina Bassols Ribera
- Anna Bondár

### Ritiri
Prima del torneo
- Miriam Bulgaru → sostituita da  Marina Bassols Ribera
- Clara Burel → sostituita da  Anna Bondár
- Magdalena Fręch → sostituita da  Bai Zhuoxuan
- Anna Kalinskaja → sostituita da  Jaqueline Cristian
- Anastasija Pavljučenkova → sostituita da  Laura Siegemund
- Martina Trevisan → sostituita da  Clara Tauson

Durante il torneo
- Elina Avanesjan

## Partecipanti al doppio
| Nazione    | Giocatrice          | Nazione  | Giocatrice           | Ranking* | Teste di serie |
| ---------- | ------------------- | -------- | -------------------- | -------- | -------------- |
| Giappone   | Eri Hozumi          | Giappone | Makoto Ninomiya      | 90       | 1              |
| Slovacchia | Viktória Hrunčáková |          | Aleksandra Panova    | 112      | 2              |
| Brasile    | Ingrid Martins      |          | Jana Sizikova        | 113      | 3              |
| Ungheria   | Anna Bondár         | Belgio   | Kimberley Zimmermann | 123      | 4              |

* Ranking al 29 gennaio 2024.

### Altre partecipanti
Le seguenti giocatrici hanno ricevuto una wild card per il tabellone principale:
- Jaqueline Cristian /  Andreea Mitu
- Mara Gae /  Anca Todoni

## Punti
| Evento    | V   | F   | SF | QF | 2T   | 1T | Q    | Q2   | Q1   |
| Singolare | 250 | 163 | 98 | 54 | 30   | 1  | 18   | 12   | 1    |
| Doppio    | 250 | 163 | 98 | 54 | N.D. | 1  | N.D. | N.D. | N.D. |

## Montepremi
| Evento    | V        | F        | SF       | QF      | 2T      | 1T      | Q2      | Q1      |
| Singolare | 35 250 $ | 20 830 $ | 11 610 $ | 6 608 $ | 4 040 $ | 2 890 $ | 2 140 $ | 1 380 $ |
| Doppio*   | 12 820 $ | 7 210 $  | 4 140 $  | 2 470 $ | N.D.    | 1 900 $ | N.D.    | N.D.    |

* per team

## Campionesse

### Singolare
Karolína Plíšková ha sconfitto  Ana Bogdan con il punteggio di 6-4, 6-3.
- É il diciassettesimo titolo in carriera per Plíšková, il primo della stagione e dopo oltre quattro anni.

### Doppio
Caty McNally /  Asia Muhammad hanno sconfitto in finale  Harriet Dart /  Tereza Mihalíková con il punteggio di 6-3, 6-4.